# Stella McCartney

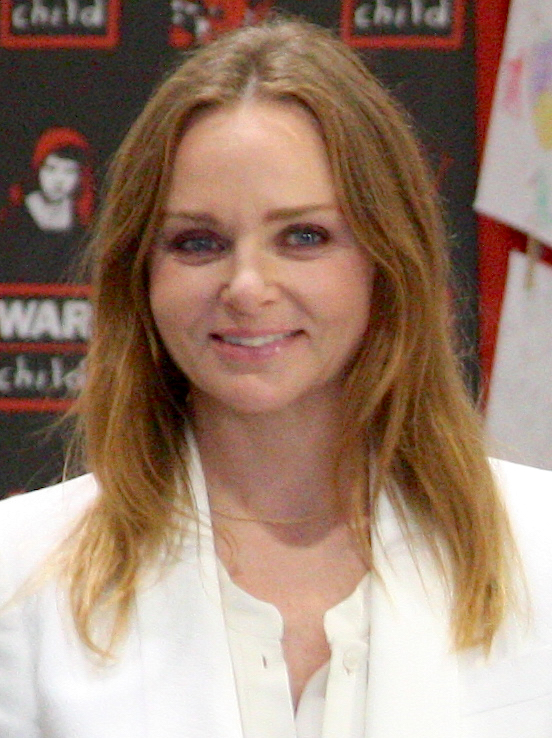
Stella McCartney, 2014

Stella Nina McCartney, OBE (* 13. September 1971 in London) ist eine britische Modedesignerin. McCartney gründete 2001 ihr eigenes Modeunternehmen, Stella McCartney Ltd. mit Sitz in Haywards Heath, das über ein weltweites Netzwerk von Boutiquen und den gehobenen Einzelhandel hochpreisige Bekleidung, Schuhe, Handtaschen, Accessoires und Parfüm für Damen sowie seit 2016 auch Herrenmode und seit 2012 Bekleidung für Kinder anbietet.

## Biografie

### Familie
Stella McCartney ist die Tochter der Musiker Linda und Paul McCartney. Stella hat zwei Geschwister und zwei Halbgeschwister: die ältere Halbschwester Heather Louise (* 1962), die Schwester Mary Anna (* 1969), den Bruder James Louis (* 1977) und die jüngere Halbschwester Beatrice Milly (* 2003). Stella McCartney ist seit 2003 mit Alasdhair Willis, einem britischen Markenberater und seit 2013 Kreativdirektor von Hunter Boot, verheiratet. Das Paar hat zwei Söhne und zwei Töchter.

### Werdegang
Im Jahr 1972 begleitete sie ihre Familie im Tourbus auf der Wings-Tournee Wings Over Europe. Schon im Alter von zwölf Jahren begann Stella McCartney, Kleidung zu entwerfen. Ihr erstes Modell war eine rosafarbene Bomberjacke aus Kunstwildleder. 1988 organisierte ihr Vater für sie ein Praktikum bei Christian Lacroix in Paris. Nach einem Kunstlehrgang am Ravensbourne College of Design and Communications in North Greenwich Anfang der 1990er Jahre studierte sie am Central Saint Martins College of Art and Design in London. Im letzten Studienjahr absolvierte McCartney ein Praktikum bei Edward Sexton, dem Savile-Row-Maßschneider ihres Vaters. Ihre Abschlusskollektion, für die ihr Vater als Hintergrundmusik das Lied Stella May Day schrieb, wurde 1995 von Kate Moss und Naomi Campbell präsentiert. Die Londoner Modeboutique Tokio kaufte die komplette Kollektion.
Im Jahr 1997 wurde McCartney Chefdesignerin des Pariser Modehauses Chloé, eine Position, in der vorher auch Karl Lagerfeld gearbeitet hatte. McCartney brachte Phoebe Philo, mit der sie seit der Ausbildung am Central Saint Martins eine enge Freundschaft verbindet, als ihre Assistentin mit zu Chloé. Im Jahr 2000 entwarf McCartney das Brautkleid für Madonna anlässlich deren Hochzeit mit Guy Ritchie.
McCartney verließ 2001 Chloé, um mit der damaligen Gucci-Gruppe, die heute zu dem französischen Luxusgüterkonzern Kering gehört, ihre eigene Modemarke Stella McCartney zu gründen, an der ihr selbst 50 % gehören. Das erste Parfüm, Stella, für Damen wurde 2003 präsentiert. Seither sind Variationen des Duftes (Sheer Stella, Stella Nude, Stella Rose etc.) sowie 2012 der Damenduft L.I.L.Y. (als Hommage an ihre verstorbene Mutter: Linda I love you) erschienen. Eine Besonderheit bei McCartneys Kollektionen ist, dass sie – als engagierte Umwelt- und Tierschützerin sowie Vegetarierin – ihre Mode als „vegan“ bezeichnet, wenngleich mitunter Wolle oder Seide als Materialien eingesetzt werden. McCartney verarbeitet allerdings grundsätzlich weder Leder noch Pelz. Ihre erste Herrenmodekollektion wurde für November 2016 angekündigt.

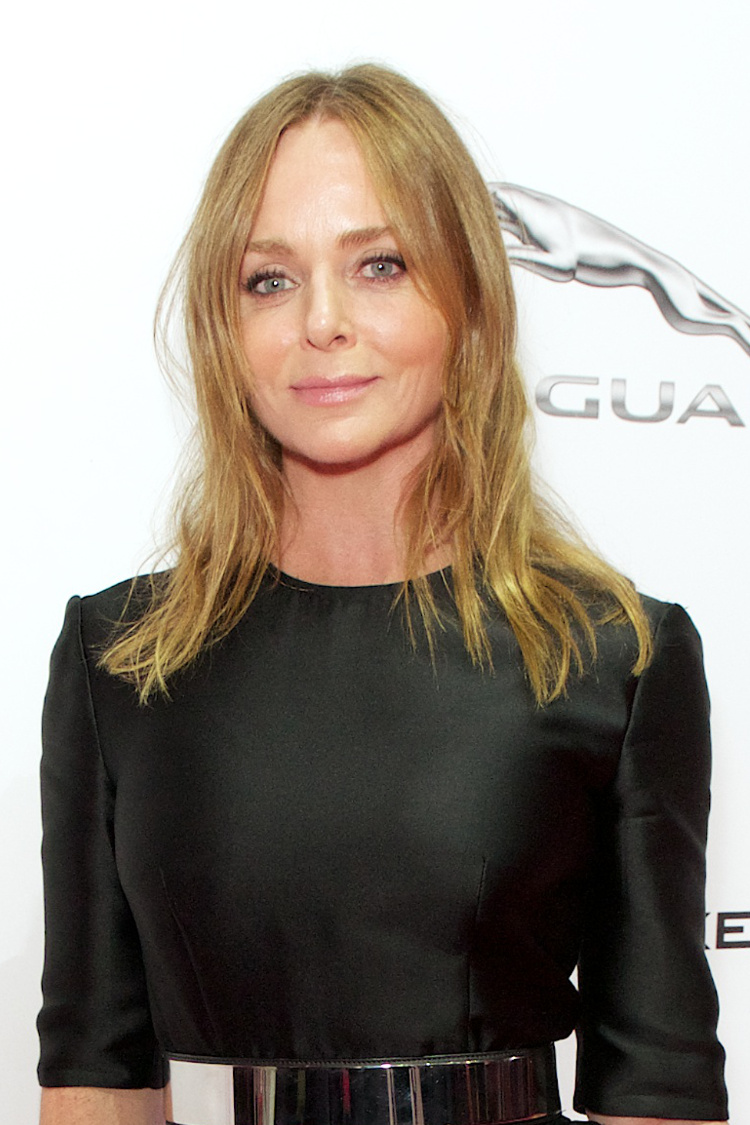
Stella McCartney, 2014

Seit 2004 entwirft McCartney unter dem Namen adidas by Stella McCartney eine sportive Damenkollektion für Adidas. Ende 2005 bot H&M in Europa und Nordamerika in Zusammenarbeit mit McCartney ausgewählte und neu aufgelegte Kollektionsteile aus den vorherigen Jahren von Stella McCartney zu günstigen Preisen an. 2008 wurde das Stella-McCartney-Portfolio um eine Lingerie-Linie erweitert. Zwischen 2009 und 2011 entwarf McCartney Kinderkollektionen für Gap Inc. 2012 nahm sie Bekleidung für Kleinkinder, Mädchen und Jungen in ihr eigenes Markensortiment auf. Ebenso 2012 rüstete McCartney zusammen mit Adidas die britische Olympiamannschaft mit einer 500 Teile umfassenden Bekleidungskollektion aus. Am 26. März 2013 wurde McCartney für ihre Verdienste um die britische Modewirtschaft von Königin Elisabeth II. als Officer (OBE) in den Order of the British Empire aufgenommen. Die Stella-McCartney-Kollektionen werden seit 2001 zweimal jährlich bei den Pariser Modewochen vorgeführt. Seit Mitte der 2000er Jahre hat es Kollaborationen von Stella McCartney mit Unternehmen wie dem Pariser Kaufhaus Printemps, Target Australia, LeSportsac und Disney gegeben.

## Auszeichnungen
- 1999 – British Designer of the Year Award, London
- 2000 – Designer of the Year Award, London/New York
- 2002 – Style Icon Award, London
- 2003 – Woman of Courage Award
- 2004 – Glamour Award für den Best Designer of the Year, London
- 2005 – Organic Style Woman of the Year Award, New York
- 2007 – International Designer of the Year Award, London und Designer of the Year Award, London
- 2008 – Green Designer of the Year Award, New York
- 2011 – Red Carpet Award, London
- 2012 – British Designer of the Year, Marke des Jahres und London Designer of the Year
- 2013 – Internationaler Designer des Jahres bei den Elle Style Awards, London
- 2014 – Woman’s Leadership Award
- 2016 – British Brand of the Year, ELLE Style Awards

## Werke
- 2019: The Meat Free Monday Cookbook, ISBN 978-1906868697 (zusammen mit Paul und Mary McCartney).